# Carlo Fruttero

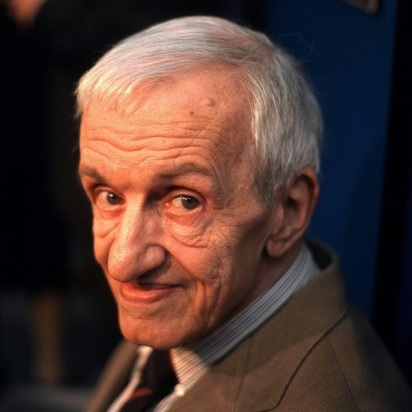
Carlo Fruttero

Carlo Fruttero (* 19. September 1926 in Turin; † 15. Januar 2012 in Roccamare) war ein italienischer Schriftsteller, Verlagslektor, Übersetzer und Publizist.

## Leben
Fruttero machte sich zunächst als Übersetzer der Werke Samuel Becketts einen Namen. Ende der 1950er traf er beim Verlag Einaudi auf Franco Lucentini, sie wurden Freunde. Gemeinsam waren sie beim Verlag unter anderem dafür zuständig, die Klappentexte zu liefern. Die Kooperation wurde dann auch literarisch fruchtbar. Zeitweise lebten beide gemeinsam in Paris, bevor sie nach Italien zurückgingen. Gemeinsam fungierten sie 1964 bis 1985 als Mitherausgeber des Science-Fiction-Magazins Urania, in dem sie auch selbst (unter Pseudonym) Kurzgeschichten publizierten. Zudem waren sie 1972 bis 1975 Herausgeber des Comics Il Mago.
Zusammen mit dem sechs Jahre älteren Lucentini verfasste er – bis zu dessen krebsbedingtem Suizid 2002 – als Autorenduo Fruttero & Lucentini hintergründige Gesellschafts- und Kriminalromane, die ein facettenreiches Bild der italienischen Gesellschaft der 70er bis 90er Jahre bieten, sowie zahlreiche Satiren, Glossen, Parodien und andere Texte.
Sein Alterswohnsitz war zuletzt in Roccamare an der Küste der Toskana. Fruttero war verheiratet und Vater zweier Töchter.

## Zum RomanDie Sonntagsfrau
Der Erstlingsroman „Die Sonntagsfrau“ (1974) spielt in Turin und schildert u. a., wie der zuständige Kriminalbeamte, der aus dem tiefsten Süden Italiens stammende Commissario Santamaria, sich in die Turiner Gesellschaft einfühlt und mit Hilfe einer lokalen Redewendung den Fall löst: Der wegen seiner Geldnöte in der feinen Gesellschaft herumschnorrende, alleinstehende Architekt Garonne wird in seinem Büro mit einer Phallus-Skulptur erschlagen. Dadurch entstehen die verschiedenen Hypothesen der Kriminalisten und einiger Hobby-Detektive über die Hintergründe. Die Spurensuche führt die Kommissare Santa Maria und De Palma durch die Turiner Milieus der Millionäre, Galeristen, Kunsthändler, Steinmetze, Skulpturenfachleute, Linguisten, städtischen Angestellten und Prostituierten und gibt den Autoren Gelegenheit, die unterschiedlichen Figuren in den Verhörsituationen zu charakterisieren. Die Lösung des Falles knapp eine Woche nach der Tat gelingt erst nach der Ermordung des mit dem verdächtigen Millionärssohn Campi liierten homosexuellen Lello auf dem Flohmarkt.

## Zum RomanDie Wahrheit über den Fall D.
In „Die Wahrheit über den Fall D.“ (1989) schildert das Autorenpaar einen internationalen Kongress in Rom, auf dem unvollendete Kunstwerke der Vollendung zugeführt werden sollen. Eines dieser Werke ist der letzte – unvollendete – Roman von Charles Dickens, Das Geheimnis des Edwin Drood, der 1870 in monatlichen Fortsetzungsfolgen veröffentlicht wurde. Doch als die ersten drei Folgen erschienen waren, starb Dickens überraschend an einem Gehirnschlag. In seinem Nachlass fanden sich noch weitere drei Folgen, aber sonst nichts mehr. Somit hing die gerade bis etwa zur Hälfte erzählte Geschichte in der Luft, und alle Welt rätselte, wie sie der Autor hatte beenden wollen. Zahlreiche Fortsetzungsversuche erschienen bis weit ins 20. Jahrhundert hinein – und diesen fügt sich nun der Roman von Fruttero & Lucentini als die vielleicht originellste Lösung an: Da es sich bei dem „Geheimnis des Edwin Drood“ um einen regelrechten Kriminalroman handelt, versammeln sich die besten Experten aller Länder und Zeiten (sic!) auf einem „internationalen Kongreß zur Vervollständigung unvollendeter Kunstwerke“ in Rom, um sich gemeinsam über Dickens’ Roman zu beugen. Diese Experten sind keine anderen als die großen Detektive der Kriminalliteratur: von Sherlock Holmes und Hercule Poirot bis Nero Wolfe und Archie Goodwin, Kommissar Maigret, Philip Marlowe und tutti quanti. Obwohl der Kongress von einem japanischen High-Tech-Konzern gesponsert wird, funktioniert zunächst nur die Simultanübersetzung ins Lateinische, aber schließlich gelingt es dem versammelten Sachverstand, nach gründlicher Analyse des erhaltenen Romanfragments (dessen Text in voller Länge wiedergegeben wird), den rätselhaften „Fall D.“ zu einer überraschenden Lösung zu führen.

## Werke

### Fruttero allein
- Ti trovo un po’ pallida (Longanesi, Mailand 1981); dt. Du bist so blaß: eine Sommergeschichte, übers. v. Dora Winkler (Piper, München 1987)
- Volti a perdere. 1999.
- Visibilità zero: le disavventure dell'on. Slucca (Mondadori, Mailand 1999); dt. Der unsichtbare Zweite: die denkwürdigen Abenteuer des Parlamentsabgeordneten Slucca, übers. v. Dora Winkler (Piper, München 2001)
- Donne informate sui fatti (Mondadori, Mailand 2006); dt. Frauen, die alles wissen, übers. v. Luis Ruby (Piper, München 2008)
- Mutandine di chiffon. Memorie retribuite (Mondadori, Mailand 2010); dt. Ein Herr mit Zigarette, Memoiren, übers. v. Luis Ruby, Piper, München 2012
- mit Massimo Gramellini: La Patria, bene o male, Mondadori, Mailand 2010, ISBN 978-88-04-60329-0.

### Fruttero & Lucentini
- La donna della domenica (Mondadori, 1972); dt. Die Sonntagsfrau, übers. v. Herbert Schlüter (Piper, 1974)
- Il significato dell'esistenza (Mondadori, 1975); dt. Der rätselhafte Sinn des Lebens: ein philosophischer Roman, übers. v. Dora Winkler (Piper, 1995)
- A che punto è la notte (Mondadori, 1979); dt. Wie weit ist die Nacht, übers. v. Herbert Schlüter u. Inez De Florio-Hansen (Piper, 1981)
- Il palio delle contrade morte (Mondadori, 1983); dt. Der Palio der toten Reiter, übers. v. Burkhart Kroeber (Piper, 1986)
- L'amante senza fissa dimora (Mondadori, 1986); dt. Der Liebhaber ohne festen Wohnsitz, übers. v. Dora Winkler (Piper, 1988)
- Il colore del destino (Mondadori, 1987); dt. Die Farbe des Schicksals, übers. v. Burkhart Kroeber (Piper, 1991)
- La verità sul caso D. (mit Charles Dickens, Einaudi, Turin 1989); dt. Die Wahrheit über den Fall D., übers. v. Burkhart Kroeber (Piper, 1991)
- Enigma in luogo di mare (Mondadori, 1991); dt. Das Geheimnis der Pineta, übers. v. Burkhart Kroeber (Piper, 1993)
- Breve storia delle vacanze (La Stampa, Turin 1993); dt. Kleines Ferienbrevier, übers. v. Burkhart Kroeber (Piper 1994)

### Weitere Werke von Fruttero & Lucentini
- Il Libro dei nomi di battesimo: la giusta guida al nome giusto (Mondadori, 1969)
- L'idraulico non verrà (Gedichte, Mario Spagnol Editore, Mailand 1971)
- L'Italia sotto il tallone di F. & L. (Satirischer Roman, Mondadori, 1974)
- La cosa in sé. Rappresentazione in due Atti e una Licenza (Drama, Einaudi, 1982)
- La prevalenza del cretino (Mondadori, 1985); dt. in Auswahl: Ein Hoch auf die Dummheit: Porträts, Pamphlete, Parodien, übers. v. Pieke Biermann (Piper, 1992)
- La manutenzione del sorriso (Mondadori, 1988); dt.: wie vorher
- Il ritorno del cretino (Mondadori, 1992)
- Incipit: 757 inizi facili e meno facili. Un libro di quiz e di lettura (Mondadori, 1993)
- Il cretino in sintesi (Mondadori, 2002)
- I Nottambuli (Avagliano, Cava de’ Tirreni 2002)

## Verfilmungen
- 1975: Die Sonntagsfrau (La donna della domenica) – Regie: Luigi Comencini – (mit Marcello Mastroianni, Jacqueline Bisset)
- 1993: Verschwörung im Dunkeln – (A che punto è la notte?) – Regie: Nanni Loy – (mit Marcello Mastroianni)